# Akonguasú
Akonguasú (Aconguaçu, Aconguassú), jedno od brojnih indijanskih plemena koja su nekada obitavala na području današnje brazilske države Ceará, u kraju poznatom kao Ibiapaba. Pripadali su staroj rasi Tapuya.